# Dima Bilán
Dima Nikoláyevich Bilan (Ди́ма Николаевич Била́н en ruso, el nombre de nacimiento y hasta junio de 2008 era Viktor Nikolayevich Belan; n. Ust-Dzheguta, Unión Soviética, 24 de diciembre de 1981) es un cantante de pop ruso, actor de cine y el primer cantante de Rusia que ganó Eurovisión, originario de la república rusa de Karacháevo-Cherkesia.
Se hizo popular internacionalmente al representar a Rusia en el Festival de la Canción "Eurovisión" en dos ocasiones: en 2006 con la canción «Never Let You Go», terminando en el segundo lugar, y en 2008 con la canción "Believe", teniendo el primer lugar y convirtiéndose en el primer cantante de Rusia que ganó "Eurovisión". Tiene una hermana menor llamada Anna Belan y es cantante.

## Biografía

### Inicios de su carrera
En 2000, la rotación del canal MTV Rusia fue el primer video de Dima Bilan, filmada en su primer productor de dinero Ellen Kahn. El video de la canción "Otoño", filmado en las costas del Golfo de Finlandia. La canción es considerada como una de las primeras canciones de estudio de Dima Bilan.
Cuando todavía era estudiante, Dima Bilan conoció a su futuro productor Yuri Ajzenshpisom , quien inmediatamente reconoció el talento de él y comenzó a trabajar con él  . En 2002 Dima Bilan hizo su debut en el escenario del festival de Rusia en Jurmala  - " New Wave ", que presentó su canción "Boom" y se llevó el cuarto lugar. Después de la competición fue seguida por disparos el video de esta canción, y luego otro, y en la canción "Soy un gamberro noche", "Usted, sólo usted" y "yo estaba equivocado, era yo." En el video de la canción "Te Amo" apareció hija de Igor Krutoy . Durante su trabajo con Dima Bilan Ajzenshpisom en gran medida imitado Danko.
A finales de octubre de 2003, el año lanzó su primer disco, titulado " Soy un gamberro noche".
En 2004 llegó reedición del álbum ( "Noche Hooligan +"), compuesto por 19 canciones: 15 canciones de la edición original del álbum "Soy un gamberro noche" y 4 nuevas canciones ( "Heartless", "La última vez", "Stop the Music", "The Dark noche ").
En 2004 el segundo álbum de estudio de Dima Bilan titulado "fue lanzado en la orilla del cielo ."
En 2004 comenzó a escribir el primer álbum en idioma inglés de Dima Bilan. El trabajo en el álbum contó con la participación de Diane Warren y Shaun Eskofferi.
En febrero de 2005 Dima Bilan tomó parte en la selección nacional de concurso de "Song Contest " con la canción «No es tan sencillo», terminando en el segundo lugar. Después de este álbum fue lanzado reedición de "En la orilla del cielo", que incluye versiones en inglés de las canciones "¿Cómo podría", "En la orilla del cielo" y "Tienes que estar cerca".
En 2005, como la colección de vídeos oficial fue puesto en libertad, "Usted, sólo usted", que además de la presentación oficial de vídeo en directo incluye disco de vídeo " Soy un gamberro noche " y " En la orilla del cielo ." composiciones adicionales también en la colección están incluidos no fueron incluidos en estos álbumes: la canción "No me olvides" y una versión de la famosa melodía "Caruso" (Presentación de "Soy un gamberro noche"), la pista "Siete días" (presentación de "En el cielo de la costa")
A finales de 2005, se lanzó el sencillo "Año Nuevo con una nueva línea de" que contiene la versión original y el remix de la canción "Año Nuevo con una nueva línea", y la versión en inglés de la exitosa "En la orilla del cielo" bajo el nombre de «Entre el Cielo y el cielo».

### La muerte de Yuri Ajzenshpisa
20 de septiembre de 2005 murió Yuri Ajzenshpisa el productor de Bilan. Inmediatamente después de que Dima fue nominado para el premio " World Music Awards " como "Mejor Artista de Rusia". Después de la muerte de Ajzenshpisa muchos productores ofrecen contratos a Bilan . En 2006, rompió el contrato con la compañía Ajzenshpisa, que después de la muerte de Yuri Ajzenshpisa llevó  su esposa Elena L. Kovrigina. Después de eso, la compañía exigió que Bilan cambió su nombre como "Dima Bilan" - un apodo que pertenece a la empresa . Pero con un nuevo equipo, dirigido por el Yana Rudkovskaya (), Bilan, que resuelve el conflicto, y en 2008 tomó el seudónimo como nombre oficial.

### Participación en Eurovisión 2006
Durante el festival de Eurovisión 2006 representó a Rusia con el tema Never Let You Go, ofreciendo una presentación que le valió un segundo lugar, solo detrás del grupo finés Lordi. En el concurso, obtuvo un total de 248 puntos, a 44 puntos de los ganadores. A pesar de la derrota, éste fue el mejor resultado ruso en la historia de Eurovisión hasta entonces. Recibió la máxima puntuación (12 puntos) de siete países: Armenia, Bielorrusia, Finlandia, Israel, Letonia, Lituania y Ucrania. De los únicos países de quien no recibió puntos fueron Mónaco y Suiza. Para llegar a la final, primero tuvo que pasar por la semifinal, por la mala clasificación rusa el año anterior en el festival. En la semifinal acabó tercero, con 217 puntos, con lo cual consiguió el pase a la final. En la semifinal actuó en la posición 13º, mientras que en la final en décima posición. Salió al escenario con un pantalón vaquero y una camiseta blanca, donde tenía escrito el número de la posición en la que salía a cantar, es decir, el 10 en la final, y el 13 en la semifinal.

### Eurovisión 2008 y despegue internacional

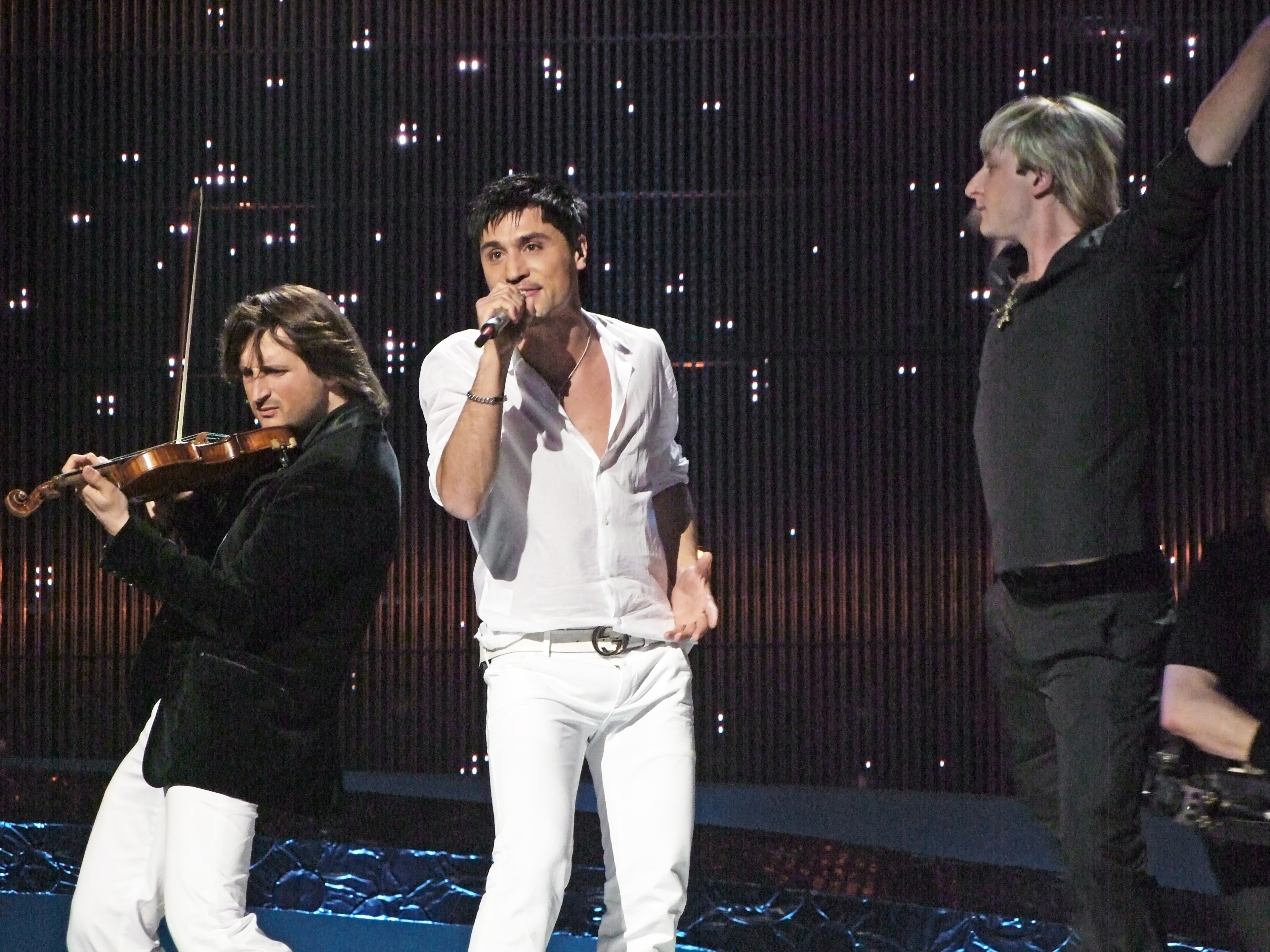
Dima Bilán (al centro) junto a Edvin Marton y Yevgeni Pliúshchenko durante la primera semifinal de Eurovisión 2008. Con su tema Believe, Rusia obtuvo su primera victoria en el certamen.

En 2008, Dima Bilán comenzó a producir un nuevo álbum con tres ediciones: en ruso, inglés y español. En algunos de los temas del nuevo álbum ha trabajado como productor el estadounidense Timbaland, que también produjo en 2007 el tema Number one fan y que alcanzó gran éxito en Europa Oriental. Para la versión en español de su álbum, Bilán viajó a Los Ángeles, California para trabajar con el productor Rudy Pérez. El álbum en español tendrá una versión en castellano de Number one fan y un dueto con Nelly Furtado.
Dima Bilán volvió a representar a Rusia en el Festival de la Canción de Eurovisión 2008 luego de ganar el proceso de preselección nacional rusa con el tema Believe ("Creer"). El tema, una balada interpretada en inglés y compuesta por Jim Beanz, participó en la primera semifinal del evento, alcanzando el tercer lugar. El tema fue acompañado por el violinista húngaro Edvin Marton interpretando un stradivarius y el campeón olímpico de patinaje artístico Evgeni Plushenko sobre una pista de hielo. En la final, Bilán se presentó en la penúltima posición y, luego de una reñida competencia, obtuvo 272 puntos y ganó por primera vez el concurso en nombre de Rusia.

### Eurovisión 2012
En 2012 vuelve a presentarse candidato a representar a Rusia en el Festival de la Canción de Eurovisión 2012, en esta ocasión a dúo con la exintegrante de t.A.T.u. Yulia Volkova con el tema "Back to the future", sin conseguir vencer en la selección rusa.

## Discografía

### Álbumes
- 2003 - Ya nochnoi juligan (Я ночной хулиган - Soy un hooligan nocturno)
- 2004 - Na beregu neba (На берегу неба - A las orillas del cielo)
- 2006 - Vremia-reka (Время-река - Río de tiempo)
- 2008 - Protiv Pravil (Против правил - Contra las normas)
- 2009 - Believe (Creer)
- 2011 - Mechtateli (Soñadores)
- 2013 - Dotyanis (Alcanza)
- 2015 - "Ne molchi" ( Не молчи - "No calles")
- 2017 - "Egoist" (Эгоист - "Egoísta")

### Sencillos
- 2005 - Ty dolzhna riadom byt' (Ты должна рядом быть - Deberías estar a mí lado) RUS #2
- 2005 - Not that simple (No tan simple; versión en inglés de Ty dolzhna ryadom byt')
- 2005 - Kak jotel ya (Как хотел я "¡Cómo quería!") RUS #2
- 2005 - Ya tebia pomniu (Я тебя помню - Te recuerdo) RUS #18
- 2006 - Eto bуla liubov' (Это была любовь - Era amor) RUS #1
- 2006 - Never let you go' (Nunca te dejaré ir) RUS #3 Video
- 2006 - Nevozmozhnoie vozmozhno (Невозможное возможно - Lo imposible es posible)
- 2006 - Lady Flame' (Dama de fuego; versión en inglés de Nevozmozhnoye vozmozhno)Video
- 2007 - Vremia-reka (Время-река - Río de tiempo) RUS #2
- 2007 - See what I see (Ve lo que veo; versión en inglés de Vremya reka)
- 2007 - Number One Fan (Fan número uno, producida por Timbaland)
- 2008 - Believe (Creer) Video
- 2008 - Lonely (Solo)
- 2009 - Lady
- 2009 - Dancing Lady(Dama danzante)
- 2009 - Changes (Cambios)
- 2010 - Safety (Seguridad) junto a la diva norteamericana Anastacia
- 2011 - Poka
- 2012 Dotyanis (Дотянись- Reach out to me - Vente Conmigo)
- 2016 Я буду в твоей голове
- 2016 Неделимые
- 2017 Монстры в твоей голове
- 2017 Прости меня
- 2017 Держи
- 2017 Девочка не плачь

## Premios

### MTV Europe Music Awards
- 2005 — «Best Russian Act»
- 2006 — «Best Russian Act»
- 2007 — «Best Russian Act»
- 2008 — «Best Russian Act»
- 2009 — «Best Russian Act»
- 2010 — «Best Russian Act»
- 2012 — «Best Russian Act»
- 2012 — «Best European Act»

### Premios Muz-TV[2]
- Año 2007 — «La canción del año», «El álbum del año», «Mejor intérprete».
- Año 2008 —  «Mejor intérprete».[3]
- Año 2009 — «Mejor video», «Mejor canción».
- Año 2010 — «Mejor intérprete».
- Año 2011 — «Mejor intérprete».
- Año 2012 — «Mejor intérprete».
- Año 2013 — «Mejor intérprete».
- Año 2014 — «Mejor intérprete».